# Escuelas Asociadas de la Unesco

Bandera de la Unesco.

La Red del Plan de Escuelas Asociadas de la Unesco (redPEA) (ASPnet en inglés), comúnmente conocida como Escuelas Asociadas de la Unesco, está formada por un conjunto de centros educativos repartidos por todo el mundo. Consta de más de 8000 centros educativos, entre los cuales encontramos escuelas parvularias, primarias y secundarias e institutos de formación superior.
El principal objetivo de esta organización es el de seguir los principios que marca la Unesco relacionados entre otros temas con la cultura, la paz, los derechos humanos, la igualdad entre las personas y el medio ambiente.
La redPEA que nació a partir del año 1953 tiene entre sus fines el acercamiento entre alumnos procedentes de realidades culturales distintas y ayudarlos a encontrar soluciones frente a la problemáticas del presente siglo. Para ello uno de los ejes que vertebran este proyecto es la comunicación de experiencias entre el alumnado de los diversos países y la elaboración de proyectos comunes que ayuden a mejorar nuestro planeta.

## Principales temas tratados por la red PEA
Los principales temas tratados son:
- La problemática de nuestro planeta y las posibles soluciones a la misma, entre las que destaca el rol de la ONU para la solución de dichos conflictos.
- Los Derechos humanos en el mundo.
- El conocimiento de la existencia de otras culturas y otros modos de vida.
- La protección frente al deterioro del medio ambiente y el consumo de recursos.

## Objetivos de la red PEA
- Educar para la paz, para la cooperación y la comprensión internacional, fomentar el conocimiento mutuo.
- Fomentar el entendimiento entre las comunidades escolares de diferentes sistemas políticos y culturales.
- Analizar los problemas locales y regionales desde una perspectiva internacional de forma que todo el mundo pueda aportar posibles soluciones.

## Características de la red
- Fomentar desde la participación la no violencia, la paz y la democracia utilizando como principal herramienta la educación.
- La propia Unesco proporciona información sobre los proyectos a los que cada escuela esta subscrita.
- Se edita un boletín de la Unesco, que es una revista en la intercambia información sobre los distintos proyectos que construyen las escuelas.
- La interrelación entre centros de diversas localidades y países, donde se fomenta la comunicación y el hermanamiento entre los mismos.